# Yves Congar
Yves-Marie-Joseph Congar (Sedan, 13. travnja 1904. – Pariz, 25. srpnja 1995.), francuski kardinal, perit, sudionik na Drugom vatikanskom koncilu.

## Životopis
Rođen je 1904. u francuskom Sedanu.
Zbog nedostatka hrane u Prvom svjetskom ratu 1914. morao je s obitelji odseliti u Njemačku. Nakon rata počinje studirati teologiju u Reimsu. Za svećenika je zaređen 1930. godine, a pripadao je redu dominikanaca, a za kardinala 1960., a na Drugom vatikanskom koncilu bio je glavni raspravljač i perit. Nakon Drugog vatikanskog koncila postao je nadbiskup Pariške nadbiskupije.[nedostaje izvor]
Imenovan je kardinalom 30. listopada 1994. godine. Umro je u Parizu 1995. godine.

### Članci
- Prcela, Frano. 1995. In memorian Yves Congar, OP (13.4.1904 - 22.6.1995). Crkva u svijetu. Sveučilište u Splitu - Katolički bogoslovni fakultet. Split. 30 (3): 321–325